# William Eccles
William Henry Eccles (23. srpna 1875 Barrow-in-Furness – 29. dubna 1966 Oxford) byl britský fyzik a jeden z průkopníků v oblasti rádiové komunikace.

## Vzdělání
Eccles se narodil v anglickém Lancashiru. Po absolvování Royal College of Science v Londýně v roce 1898 se stal asistentem Guglielma Marconiho, italského inovátora v oblasti radiologie. Doktorát na Royal College of Science získal v roce 1901. 

## Vědecká práce
Eccles podporoval teorii Olivera Heavisidea o existenci vodivé vrstvy v horní atmosféře, která by dokázala odrážet rádiové vlny kolem zakřivení Země, a tím umožnit jejich přenos na velké vzdálenosti. Tato oblast, původně známá jako Kennelly-Heavisideova vrstva, se označuje jako ionosféra.

### Přínos v elektronice a rozhlasu
V roce 1912 Eccles navrhl, že za pozorované rozdíly v šíření rádiových vln mezi dnem a nocí je zodpovědné sluneční záření. Během svých experimentů se atmosférickými poruchami rádiových vln používal vlnové detektory a zesilovače.
Po první světové válce se Eccles zaměřil především na vývoj elektronických obvodů. V roce 1918 ve spolupráci s F. W. Jordanem patentoval klopný obvod, který se stal základním prvkem elektronické paměti v počítačích. V roce 1919 byl Eccles jmenován místopředsedou Imperial Wireless Committee. Pomáhal s návrhem první britské dlouhovlnné rozhlasové stanice a po jejím založení v roce 1922 se aktivně podílel na počáteční práci British Broadcasting Company (později známé jako BBC).
Eccles je také autorem termínu dioda, kterým popsal vakuovou skleněnou trubici se dvěma elektrodami: anodou a katodou.

### Uznání
William Eccles byl váženým členem Královské společnosti. Zastával funkci prezidenta Fyzikální společnosti v letech 1928 až 1930, prezidenta Instituce elektrotechniků (IEE) v roce 1926 a prezidenta Rádiové společnosti Velké Británie (RSGB) v letech 1923 až 1924.